# Gypsophila laricina
Gypsophila laricina là loài thực vật có hoa thuộc họ Cẩm chướng. Loài này được Schreb. mô tả khoa học đầu tiên năm 1770.